# Salvatore Luigi Zola
Salvatore Luigi Zola, né à Pouzzoles le 12 avril 1822 et mort le 27 avril 1898 à Cavallino, est un évêque italien.

## Biographie
Il est le fils du comte et de la comtesse Francisco Zola et il est ordonné prêtre le 9 février 1845. Il est nommé évêque d'Ugento le 21 mars 1873. Il est consacré à Rome le 30 mars suivant en la basilique Saint-Pierre-aux-Liens par le cardinal Barili.
Mgr Zola est transféré au siège de Lecce le 22 juin 1877 et il se dédie à la prière avec des manifestations mystiques. Il voue aussi ses forces au séminaire diocésain et aide à la rédaction des constitutions des Salésiennes des Sacrés-Cœurs qui se consacrent à l'assistance et aux soins des sourds-muets. Mgr Zola fut aussi l'un des premiers soutiens importants de Mélanie Calvat, témoin de Notre-Dame de La Salette. Il meurt en odeur de sainteté en 1898.
Son procès en béatification est ouvert le 26 avril 1941 et terminé le 9 février 1945. La cause est suspendue le 17 décembre 1985. Sa sépulture se trouve dans la cathédrale de Lecce.